# Associazione Calcio Femminile Giolli Gelati Roma 1983
Questa voce raccoglie le informazioni riguardanti la Associazione Calcio Femminile Giolli Gelati Roma nelle competizioni ufficiali della stagione 1983.

## Rosa
Rosa incompleta tratta da più fonti.
| N. |                   | Ruolo | Calciatrice         |
| -- | ----------------- | ----- | ------------------- |
|    | Italia (bandiera) |       | Anelli              |
| 1  | Italia (bandiera) | P     | Baglio              |
| 8  | Italia (bandiera) | A     | Tiziana Bartoccioni |
| 2  | Italia (bandiera) | D     | Anna Cafà           |
| 3  | Italia (bandiera) | D     | Cinzia Cesarini     |
| 4  | Italia (bandiera) | C     | Marisa Conicchioli  |
| 5  | Italia (bandiera) | C     | Angela Comparcola   |
| 10 | Italia (bandiera) | A     | Marina De Lungo     |

| N. |                   | Ruolo | Calciatrice         |
| -- | ----------------- | ----- | ------------------- |
|    | Italia (bandiera) | A     | Pina Debbi          |
| 1  | Italia (bandiera) | P     | Roberta Granieri    |
| 10 | Italia (bandiera) | A     | Teresa Lonero       |
| 7  | Italia (bandiera) | A     | Sandra Pierazzuoli  |
| 11 | Italia (bandiera) | A     | Celeste Popolla     |
| 6  | Italia (bandiera) | C     | Elisabetta Saldi    |
|    | Italia (bandiera) | D     | Antonietta Serrenti |
| 9  | Italia (bandiera) | A     | Ernesta Venuto      |